# 心霊 〜パンデミック〜
『心霊 ～パンデミック～』（しんれい 〜パンデミック〜）は、2015年からアムモ98にて発売されているホラー・オリジナルビデオ・シリーズ。DVD版ビデオソフトとしての販売・配給の他、エンタメ〜テレ☆シネドラバラエティ(スカパー! Ch.301)にてテレビ放送されている。

## 概要
一般視聴者などから寄せられた心霊現象に関わる投稿映像と、投稿者の要望に応じる形で映像にまつわる事物を心霊パンデミックスタッフ達が取材する様を組み合わせた調査パートを交えた心霊投稿ドキュメンタリー作品。

作品内で紹介される投稿映像には、撮影者本人を中心に画角を回転させながら撮影するいわゆるドーナッツセルフィー形式で撮影された映像や、SNSアプリを含むスマートフォンの機能によって撮影された映像といった、個人による動画の撮影・配信・拡散といった行為のハードルが下がった時代を象徴するような映像が多く収録されている。
フェイズ20からシネマカムが森澤透馬監督により導入され、まさに映画さながらの美麗な映像となっている。
フェイズ22にはテレビとシンクロして起こる心霊現象を捉えた珍しい投稿映像が収録されている。

## 作品の構成
各巻冒頭にて、視聴者に注意を促す以下の注意書きがテロップとして表示される。
| これからご覧になっていただく映像は一般投稿により送られてきた映像を集め構成された作品です 本作品は衝撃的な映像を含みますのでご注意ください ご覧いただいた後に不可解な出来事および霊的な現象が起きた場合こちらでは一切の責任を負いかねます そのご理解の上で作品中の真実を知りたいのであれば よく目を凝らしてご覧ください |

テロップの表示が終わると、基本的にそのまま投稿者から寄せられた映像が撮影経緯を示すナレーションと共に流れ、映像内で発生した心霊現象が繰り返し再生される。その際にナレーションで心霊現象への解釈が補足され、映像が終了する。こうした投稿映像とナレーションによる解釈による短い映像が4～6パート、投稿映像に付随して投稿者から寄せられた相談や調査依頼へパンデミックスタッフが応える形で調査を行うドキュメンタリーパートが前後編で2パートの組み合わせによって各巻が構成される（但しフェイズ8、9に関しては調査パート無し）。また、フェイズ19と20は調査パートが初の続き物である。
なお、フェイズ21の煽り文は以下の通りである。
| 心霊と共に歩んだ5年の月日 物語は第2章に突入する… |

## スタッフ
プロデューサー
- 小田泰之

演出（ディレクター）
- 小笠原敬 （森澤透馬）

心霊パンデミックシリーズの創設者であり総合演出 1巻より参加。作品内では常にカメラワークを担当しているため、映像内では音声のみの登場であったが、フェイズ12「のろいのしょうぞうが」において初めてのシーンへの登場を果たした。
フェイズ15にて監視カメラの設置 投稿者を助ける際、小笠原敬（森澤透馬）として登場。
フェイズ20ではスタッフらの身を案じて大神教に関する心霊調査の陣頭指揮をとり、徳丸とともに大神教の社へ乗り込んだ。
本作品での心霊調査の経験を活かしYoutubeチャンネル 「「ホラホラ 心霊動画実況チャンネル」」 の総合演出とMCをしている。
こちらのチャンネルでは投稿された心霊映像を森澤透馬扮するワンパクが実況をしていくという構成になっている。

- 横山勝仁 （佐々木勝己）

カメラマン。フェイズ6より参加。フェイズ１４にて猫が嫌いと発言している。フェイズ19で機材を取りに現場へ行った際に失踪。フェイズ20にて葉山優子という彼女と同棲しているが、後に彼女に刺される。
現場で使用するために自身でデザインしたLINEスタンプが存在する。アムモ98公認。

パンデミックスタッフ（取材スタッフ、アシスタント）
- 徳丸大介

1巻から全ての作品に参加するメインスタッフ。フェイズ14までの間で作中において明確な役職・立場が説明されたことはないが、1巻時点で調査の方針やスタッフ達を取りまとめる言動が見られる。調査途中に高校時代の先輩を亡くしている。後述されるスタッフの金井倫子とは度々意見の対立があり、その際に「パンデミックスタッフは心霊現象を調査する団体であって、霊媒師ではない」というスタッフの在り方について言及している。作品中では滅多に冷静かつ茫洋とした態度を崩すことはないが、一般視聴者からのメールにて、他スタッフへ厄介な作業を振り分けるといったパワハラまがいの対応・言動について批判する指摘を受けて反省する様子を見せている。フェイズ14にてスコップによる顔面の強打でスタッフ金井を霊の憑依から助ける。フェイズ20では心霊からのメッセージにより金井の危機を察知して警告を発する。
フェイズ21では心霊マスターテープに登場する幻のビデオテープ「知られざる心霊世界」について言及している。
持論は「霊体には霊体なりの事情がある」

- 金井倫子（川添りな）

フェイズ6「ヤバイヤツ」にて投稿者として登場。フェイズ9からスタッフとして参加、新人として心霊物件を訪れた際には、徳丸の命令によって単独で物件内の探索を行う。調査方針や考え方の相違のため徳丸との関係が良好な場面は少ないが、フェイズ12「のろいのしょうぞうが」にてパンデミックスタッフに参加して約1年を祝うケーキを徳丸よりプレゼントされ喜ぶ一幕がある。フェイズ14にて霊が憑依してビルから飛び降りようとしたところ、直前で横山に止められる。また、ロケの待機中に心神喪失状態だったところ、徳丸にスコップで殴打される。
調査意欲は旺盛で、近作では歯痛や寒さを理由に現場行きを渋る徳丸へ発破をかける場面も。
フェイズ20で徳丸から警告を受けた後に車から降りた直後、はねられる。
寺内康太郎氏から「心霊界のラプンツェル」と評されている彼女は髪色の変遷が多く、フェイズ22では頭部右側に赤色のメッシュを入れている。

- 奥山源師

職業は催眠術師。フェイズ１５より登場したキャラクター。
メトロノームを使用して当事者に声をかけながら催眠術を行う。
催眠を行う際は両手に皮手袋をはめ指を鳴らす際は その都度手袋を外し指を鳴らす。
スタッフ徳丸と親交があり投稿者の夢の中を解き明かすためにフェイズ１５に登場した。
「俺はやることはやる だからお前らもやることはやれ」
「ここから先はお前らの仕事だろ 俺はここまでだよ あとは別料金だよ お前ら払えんの？」という作中の言葉から
ろ
情に流されず責任感の強さがうかがえる。
給与は前払い。

- 佐伯実奈子
- 森山麻里奈

1巻「ばける」の投稿者。フェイズ2にてスタッフとして参加。投稿時の仮名は高田かなえ。
- 森田杏樹

フェイズ3のスタッフ。名前と顔画像のみの出演。フェイズ2の森山麻里奈と同一人物。
- 萌花

フェイズ４〜フェイズ６に参加。フェイズ5にて徳丸に彼氏の有無を問われるが答えていない。
- 重田光雄

フェイズ1ではドライバーとして参加。フェイズ3「さらう-後編-」にて元彼女とデートした場所と投稿映像の場所が一致していることに気づき調査上の成果をあげる。
フェイズ7では調査の際に耳にした童謡「シャボン玉」の歌詞を徳丸に歌わせようと強要する押しの強い場面も。直後に自身の歌声を徳丸に褒められる。

- 熊澤怜奈

フェイズ14でADとして参加。横山の代わりにカメラワークを担当。金井の自宅へ徳丸と共に調査へ赴く。ロケ車で待機中、心神喪失状態だった金井に襲われる。
フェイズ21では住民からの撮影妨害にあった際にもカメラを回し続ける胆力をみせる。霊体の生じ方について自己解釈を持つ。民間伝承についてのリサーチ力もあり、パンデミックチームの一助となる。

ナレーション
- 井上一馬
- 小野晋太郎

## シリーズ一覧
| 作品名                                    | 発売日         | 内容 |
| ----------------------------------------- | -------------- | --- |
| 心霊 〜パンデミック〜                     | 2015年8月7日   | なげこむ、めぐる、ばける-前編-、でかける、あばきたてる、おちる、ばける-後編-                                                                                     |
| 心霊 ～パンデミック～ フェイズ２          | 2015年10月２日 | うちこむ、つる、みつめる-前編-、もぐる、すみつく、めでる、みつめる-後編-                                                                                         |
| 心霊 ～パンデミック～ フェイズ３          | 2016年3月4日   | ちかよる、ひそむ、さらう-前編-、ふりかえる、いわう、みはる、さらう-後編-                                                                                         |
| 心霊 ～パンデミック～ フェイズ4           | 2016年8月5日   | かぞえる、おちる、きこえる-前編-、のぞく、みつめる、たすけて、きこえる-後編-                                                                                     |
| 心霊 ～パンデミック～ フェイズ5           | 2016年11月4日  | つかまえる、よびこむ、おりてくる-前編-、あたりちらす、ふみあう、おりてくる-後編-                                                                                 |
| 心霊 ～パンデミック～ フェイズ6           | 2017年2月3日   | おぶさる、ひかる、きえていく-前編-、むさぼる、ヤバイヤツ、きえていく-後編-                                                                                       |
| 心霊 ～パンデミック～ フェイズ7           | 2017年5月2日   | ひっぱる、みまもるよ、ひろがります -前編-、あかねえ、どろ、どろる、ひろがります -後編-                                                                           |
| 心霊 ～パンデミック～ フェイズ8           | 2017年7月7日   | あらわれては きえる、なんきんじょう、おまえは だれ！？、つぶやきごえ、やっちゃったか、きんこのあるはいきょ、ろじる（前後編の調査パートは無し）                   |
| 心霊 ～パンデミック～ フェイズ9           | 2017年9月22日  | ほるまりる、つけられたのか、やがて ついてくる、だれのものか、てがたがついた、それはぬすまれる（前後編の調査パートは無し）                                        |
| 心霊 ～パンデミック～ フェイズ10          | 2017年12月22日 | うめくこえ、かがみのせかい、むかえび おくりび-前編-、ちゃんねる43、ふるいしゃしん、むかえび おくりび-後編-                                                       |
| 心霊 ～パンデミック～ フェイズ11          | 2018年3月9日   | やけいにみせられて、はしりまくる、あおいめのにんぎょう-前編-、つながる、しんれいこうさてん、あおいめのにんぎょう-後編-、                                         |
| 心霊 ～パンデミック～ フェイズ12          | 2018年7月6日   | けいほう、なまぬし、のろいのしょうぞうが-前編-、またたく、あんてぃーくなかがみ、のろいのしょうぞうが-後編-                                                       |
| ベスト・オブ・心霊 ～パンデミック～ Vol.1 | 2018９月７日   | あばきたてる、もぐる、ちかよる、めぐる、つる、ばける -前編-、みはる、めでる、ふりかえる、ばける -後編-                                                           |
| 心霊 ～パンデミック～ フェイズ13          | 2018年11月2日  | ふりそそぐ、あいする、あの世への招待 -前編-、すすりなく、しゅざいする、あの世への招待                                                                            |
| ベスト・オブ・心霊 ～パンデミック～ Vol.2 | 2018年12月7日  | あたりちらす、たすけて、ヤバイヤツ、よびこむ、のぞく、ひかる、おりてくる -前編-、かぞえる、おぶさる、おりてくる -後編-                                           |
| 心霊 ～パンデミック～ フェイズ14          | 2019年1月7日   | うばぐるま、かいふう、あの世への招待、それから 前編、ふたりめ、なをよぶ、あの世への招待、それから 後編                                                           |
| ベスト・オブ・心霊 ～パンデミック～ Vol.3 | 2019年3月8日   | つけられたのか、あかねえ、やっちゃったか、ほるまりる、どろ、どろる、おまえは、だれっ！？、ひっぱる、きんこのあるはいきょ、それは ぬすまれる                      |
| 心霊 ～パンデミック～ フェイズ15          | 2019年5月7日   | ついてくる、さわるな、呪われしもの 前編、ふかいばしょ、もどる、呪われしもの 後編                                                                                 |
| ベスト・オブ・心霊 ~パンデミック~ Vol.4   | 2019年7月5日   | むかえび おくりび 前編、ふるいしゃしん、むかえび おくりび 後編、やけいにみせられて、はしりまくる、しんれいこう、さてん、けいほう、またたく、あんてぃーくのかがみ |
| 心霊 ~パンデミック~ フェイズ16            | 2019年8月9日   | ねらわれる、つれさる、怪魚 － 前編 －、おちてくる、なりつづける、怪魚 － 後編 －                                                                                 |
| 心霊 ~パンデミック~ フェイズ17            | 2019年12月6日  | らべる、こいんろっかー、カルト信者 － 前編 －、なげきのあいどる、たたらぬし、カルト信者 － 後編 －                                                               |
| 心霊 ~パンデミック~ フェイズ18            | 2020年2月7日   | みられている、とりにもどる、あざなえる-前編-、ほえる、うけつぐ、あざなえる-後編-                                                                                 |
| ベスト・オブ・心霊 ~パンデミック~ Vol.5   | 2020年5月2日   | ふたりめ、しゅざいする、もどる、うばぐるま、すすりなく、呪われしもの-前編-、なをよぶ、ふかいばしょ、呪われしもの-後編-                                           |
| 心霊 ~パンデミック~ フェイズ19            | 2020年6月5日   | めがあう、サプライズ、あざわらう－前編－、ほおばる、たたくおと、あざわらう－後編－                                                                               |
| 心霊 ~パンデミック~ フェイズ20            | 2020年9月4日   | けむる、たどりつく、続・あざわらう －前編－、ふくせいする、じょしかい、続・あざわらう －後編－                                                                   |
| 心霊 ~パンデミック~ フェイズ21            | 2020年12月4日  | うばわれる、うごく、神隠し－前編－、なにかおかしい、くだりつづける、神隠し－後編－                                                                               |
| 心霊 ~パンデミック~ フェイズ22            | 2021年3月5日   | あかんぼう、のぞかれたみらい、オープンリールの声－前編－、はんしゃする、とれないおめん、オープンリールの声－後編－                                               |
| 心霊 ~パンデミック~ フェイズ23            |                | そばにいる、ゆめのはなし、放浪する老女－前編－、よあるき、さつい、放浪する老女－後編－                                                                           |
| 心霊 ~パンデミック~ フェイズ24            |                | もどってきた、バックする、一人かくれんぼ－前編－、おとしもの、レクチャーする、一人かくれんぼ－後編－                                                             |
| 心霊 ~パンデミック~ フェイズ25            |                | |